# Диалог наций. Право народов на самоопределение и построение многополярного мира
Международная экспертная конференция «Диалог наций. Право народов на самоопределение и построение многополярного мира» — международный съезд сепаратистских и националистических движений, прошедший 20 сентября 2015 года в столице России — Москве.

## Организация
Инициатором проведения съезда, официально называвшегося «Международная экспертная дискуссия „Диалог наций. Право народов на самоопределение и построение многополярного мира“», выступил член Президиума политического совета и руководитель Информационно-политического управления Исполнительного комитета партии «Родина» Фёдор Бирюков, ставший весной 2015 года одним из организаторов «Международного русского консервативного форума» с участием европейских националистов и неонацистов в Санкт-Петербурге.
Доказательством нужности проведения «первого и пока уникального мероприятия по обмену мнениями между сторонниками суверенитета для малых народов по всему миру» были выбраны слова о том, что «все чаще правительства крупнейших западных государств в борьбе за свои геополитические интересы пренебрегают правами и свободами проживающих у них народов. Обычные люди все чаще задумываются о том, могут ли они перестать быть заложниками эгоистичной, порой деструктивной, политики элит, находящихся у власти. Существует множество малых народов, которые имеют исторический опыт политической самостоятельности, и сейчас многие из них задумываются о её возрождении. К таким территориям и народам можно отнести: Техас, Пуэрто-Рико, Гавайи, Каталонию, Шотландию, Ирландию, Венецию, Западную Сахару и др. Более того, народы, населяющие эти территории, обладают богатой культурной и исторической традицией, языком, национальным самосознанием и поэтому имеют полное право заявить о своей самостоятельности и независимости от других государств». Между тем, данная конференция была организована при поддержке государства, в котором «публичные призывы к осуществлению действий, направленных на нарушение территориальной целостности» караются по статье 280 части 1 Уголовного кодекса лишением свободы на срок от четырёх до пяти лет. Однако на вопросы о том, почему Россия поддерживает сепаратизм в других государствах, но пресекает его внутри страны после «парада суверенитетов», начавшегося с Татарстана, двух чеченских войн и попытки провозглашения Уральской республики, Бирюков заявлял, что собравшихся объединяют не сепаратистские мотивы, а «во-первых, поддержка России. А, во-вторых, противостояние Вашингтону. Россия должна поддерживать своих союзников. А все эти марши за федерализацию Сибири и Кубани — там не просто уши торчат, а банкноты» с запада, а единственное на территории РФ серьезное сепаратистское движение — Ичкерия, глава которого, Джохар Дудаев, проводил подобные форумы — было бандитским и его «нельзя сравнивать» с ДНР и ЛНР. По мнению СМИ, «Кремль нервно реагирует даже на видимость угрозы сепаратизма внутри страны и поощряет „борцов за независимость“ в других государствах», примером чего может послужить тот факт, что 15 сентября 2015 года председателя Татарского общественного центра Рафиса Кашапова приговорили к трем годам лишения свободы за посты в социальных сетях с критикой действий России в конфликте на Украине и при присоединении Крыма.
Местом проведения съезда был выбран Круглый зал гостиницы «Президент-отель» в доме 24 на улице Большая Якиманка в Москве, находящейся в ведении Управления делами Президента Российской Федерации, а ранее предназначавшейся для обеспечения внешнеполитической деятельности руководства ЦК КПСС. Дата проведения съезда была назначена на 20 сентября 2015 года, совпав с днём независимости Южной Осетии.
Организатором съезда выступила региональная общественная организация по противодействию мировой глобализации «Антиглобалистское движение России» (АДР), получившая на его проведение грант в 2 миллиона рублей за 2015 год в рамках «поддержки ННО, участвующих в развитии институтов гражданского общества и реализующих социально значимые проекты и проекты в сфере защиты прав и свобод человека и гражданина» от «Национального благотворительного фонда». «Национальный благотворительный фонд» изначально был создан президентом Российской Федерации Владимиром Путиным как Национальный военный фонд и находится под покровительством его администрации. АДР регулярно участвует в конкурсе Национального благотворительного фонда, и по доступной информации, уже получала один грант на 1 миллион рублей в 2014 году. Президентом АДР является Александр Ионов, бывший сопредседатель Комитета солидарности с народами Сирии и Ливии вместе с бывшим депутатом Государственной думы ФС РФ Сергеем Бабуриным, действующий член президиума организации «Офицеры России» под председательством главы комиссии по безопасности Общественной палаты России Антон Цветковым вместе с генералом Леонидом Ивашовым, актёром Василием Лановым и певцом Иосифом Кобзоном. В то же время, единственными почётными членами АДР являются президент Сирии Башар Асад и бывший президент Ирана Махмуд Ахмадинежад, помимо покойного президента Венесуэлы Уго Чавеса.

## Участники
В съезде приняли участие 35 представителей политических движений и организаций, выступающих за независимость и самоопределение разных регионов мира:
| Страна/Регион                                 | Партия                                                                               | Задачи |
| Ирландия                                      | Республиканская Шинн Фейн Ирландская республиканская социалистическая партия         | Отделение Северной Ирландии от Великобритании и присоединение к Ирландии                                          |
| Каталония                                     | Коалиция партий «Каталонская солидарность за независимость»                          | Отделение Каталонии от Испании                                                                                    |
| Сахарская Арабская Демократическая Республика | Фронт «Полисарио»                                                                    | Отделение Западной Сахары от Марокко                                                                              |
| Гавайи                                        | Нация Гавайи                                                                         | Отделение штата Гавайи от США                                                                                     |
| США                                           | Движение «Ухуру» Африканская народная социалистическая партия                        | Защита политических и гражданских прав африканского населения и реформирование США путём насильственной революции |
| Пуэрто-Рико                                   | Государство «Боринкен»                                                               | Отделение Пуэрто-Рико от США                                                                                      |
| Италия                                        | Движение «Патриотический Социализм» Европейская коммунитаристская партия «Миллениум» | Вывод Италии из-под влияния Евросоюза                                                                             |

Были также приглашены представители ДНР и ЛНР, как и члены Национального движения Техаса и «шотландские патриоты», однако не сумевшие выехать из своих стран, в то время как представителей Синьцзян-Уйгурского автономного района Китая или сепаратистов Индии решили и вовсе не звать. Точный список собравшихся не разглашался лидером АДР Ионовым до начала съезда «из соображений безопасности». Из средств АДР были оплачены расходы на перелет, трансфер из аэропорта и проживание в Москве для иностранных делегатов, параллельно с тем, что аренда зала в «Президент-отеле» стоит 45 тысяч рублей в час, а в гостинице «Измайлово» — 20-30 тысяч рублей.

## Проведение
Первым слово взял президент АДР Александр Ионов, воскликнувший — «Друзья, соратники, товарищи! Открывается новая страница в борьбе за самоопределение наций», так как «неоколониальная внешняя политика заставляет общество формировать национально-освободительные движения», после чего прошёлся по беженцам с Ближнего Востока, «геноциду» и «гуманитарной катастрофе» на Украине, санкционной войне России и Запада, и итоговом коммюнике съезда. После него выступил лидер движения за независимость Пуэрто-Рико, именующий себя президентом самопровозглашённого «Национального суверенного государства Боринкен» — доктор «Рамон Ненадич». Он заявил, что «Пуэрто-Рико — это не ассоциированная территория США на особых правах, а до сих пор оккупированный Соединёнными Штатами остров, где им правит колониальная администрация», однако потребовал у США немедленного взятия на себя все долги острова в размере 73 миллиардов долларов и обеспечения лёгкого доступа к новым кредитам, а также продовольственного суверенитета и импортозамещению, перевода экономики на социалистически-кооперативный путь и немедленного повышения зарплаты всем трудящимся, при том, что годовой ВВП Пуэрто-Рико на душу населения составляет 28,5 тысячи долларов США, что в два раза больше, чем ВВП на душу населения в России.
Уроженец Гавайских островов Лэнни Синкин поприветствовал собравшихся возгласом «Алоха! Я — главный советник короля Гавайев» Эдмунда Келии Сильвы Младшего, от которого и передал привет, рассказав о том, как США в XIX веке свергли королеву Гавайев, а христианские миссионеры инициировали войну, в которой одержали победу над традиционной религией, подорвали основы национальной самобытности и отобрали землю у богов, на что русские националисты, видящие свою роль в защите традиционных христианских ценностей, никак не прореагировали. С помощью видеосвязи «Skype» после него должен был выступить наследный принц Гавайев Деннис «Бамби» Канахеле из организации «Нация Гавайи», однако связи не получилось.
Лидер международного панафриканского движения «Ухуру» (в переводе с суахили — «Свобода») и Африканской народной социалистической партии США Омали Йешитела, урождённый Джозеф Уоллер из Санкт-Петербурга (штат Флорида), поблагодарил президента АДР за «усилия по консолидации всех антиимпериалистических движений мира», сразу обозначив, что «я глава революционной организации. Ничто не может изменить наше отношение к американскому империализму, с ним нельзя справиться мирными средствами» и «не придумана еще ракета, которая способна убить идеалы», а также заявил, что «мало кто задумывается, что, в сущности, Соединенные Штаты — это искусственное образование. Это государство было основано на земле, которая была украдена у людей, живших традиционным укладом. Теперь от их прежней жизни остались только индейские резервации», а «выбор правящим классом Барака Обамы — это очередной пример неоколониализма. Власть белых, спрятанная за этим чёрным лицом», добавив, что «мы требуем выплаты компенсаций за время, когда африканцы были рабами. Несколько веков назад нас сделали рабами. Мы приехали в Америку не в поисках лучшей жизни. Мы не являемся мигрантами. Нас захватили… Мы требуем, чтобы ООН признала факт геноцида со стороны США. Мы требуем закрепить право афроамериканцев на вооруженную самооборону». После него, Фёдор Бирюков отметил, что «Антиглобалистское движение и партия „Родина“ не впервые собирает всех сторонников однополярного мира», и не заметив оговорки, продолжил — «то есть тех, кому не нравится, что их учат, как жить, что есть и как умереть. Мы пытаемся заключить в дружеские объятия весь мир — и правых, и левых. Россия показала, как успешно отстаивать суверенитет. По русской космогонии, Запад — это закат. А вашингтонская администрация, которая сегодня влезает в каждый наш дом, в каждую постель, в каждый мозг пытается влезть — это консолидированная банда упырей, которая сосёт нашу кровь, наши ресурсы, и пытается отнять наше будущее. Каждый, кто сейчас хочет видеть над собой солнце, а не кровавую луну — он по духу русский!», в то время как Запад — «глобальный концлагерь» и «зона тьмы, сумерек, где начинается ночь упырей», а США — «во многом враждебны даже собственному населению», и под конец призвал «создать всемирный фронт сопротивления вашингтонским упырям» и воткнуть в них осиновый кол.
Сопредседатель «Комитета государственного строительства Новороссии» Владимир Рогов продолжил выступление предыдущего оратора, заявив, что «Русский — это не нация, а цивилизационный выбор», а также провозгласил «Новороссию» самым молодым из «рождающихся в муках государств», отметив, что «вся власть в этих республиках держится на реальном народовластии», и назвал съезд «важным шагом вперёд к прямому народовластию и борьбе с колониальными (оккупационными) режимами, действующими в интересах сохранения мировой гегемонии США». Член Общественной палаты РФ Георгий Фёдоров выступил против «империалистической диктатуры Запада», бьющей по самостоятельным государствам, которые «могут предложить миру альтернативную антиколониальную повестку. Это убийство альтернативы, уничтожение светских социалистических государств, которые могли озвучить другую повестку: Ливия, Сирия, Ирак», вследствие чего в сепаратизме нём нет ничего предосудительного, так как это желание жить обособленно, и если сосед «стал преступником, ворует, бьёт детей и лишает права выйти из квартиры», то «любой человек предложит разъезжаться», попутно посочувствовавших ирландцам, не хотящим с англичанами, «столетиями устраивавшими им геноцид» и тем из американцев, «кого преследуют по расовому признаку», а также кого подвергают геноциду на Украине.
Затем последовал перерыв на кофе-брейк, во время которого подавали пирожки и напитки, представитель сообщества «За Каддафи и его народ» Ибрахим Барри из Гвинеи любовался маленькой бронзовой статуэткой лидера Джамахирии, которую носит с собой, а Бирюков и Трофимчук фотографировались с флагом «Родины», причём последний советовал: «снизу, снизу сфотографируй — чтобы мы помощнее выглядели!».
Также член коалиции «Каталонская солидарность за независимость» Хосе Энрике Фольк рассказал об истории попыток каталонского народа добиться независимости, так как «каталонцы не считают себя частью Испании и не чувствуют себя комфортно в испанских границах». Член Шинн Фейн Дьярмуид Макдуглас поведал о своём аресте за представление полицейскому на ирландском и отказе произнести своё имя по-английски, а член Ирландской республиканской социалистической партии Майкл Маклафлин рассказал, что сидящий рядом фактурный скинхед с татуировками Шон Карлин пострадал за свои убеждения и 10 лет провел в британских лагерях, признавшись, что «когда борешься за национальную независимость, не столь важна подноготная тех, кто дает деньги».
Член Содружества ветеранов ополчения Донбасса Владимир Свержин заявил о том, что «мы хотим найти союзников в нашей борьбе. Не столько в местной борьбе Донбасса, сколько в глобальном противостоянии той мондиальной политике, заложниками которой также стали Донбасс и Украина в целом». Финский журналист и представитель «Новостного агентства Донбасса» Янус Путконен рассказал, что «есть принцип самоопределения, это и есть принцип демократии — в Донбассе 90 % людей хотят жить независимо, но США плевать на мнение большинства». Представитель Сахарской Арабской Демократической Республики и Фронта Полисарио в РФ Али Салем Мохамед Фадель отметил, что «для меня эта трибуна, где участники могут услышать голос Западной Сахары, голос народа, который больше 40 лет страдает в пустыне, живет в тяжелейших условиях. Мы хотим, чтобы мир обратил внимание на Западную Сахару согласно международному праву. Это право за нами», однако отметив, что «мы поддерживаем международное право и Устав ООН, согласно которым Крым — это территория Украины». Член Европейской коммунитаристской партии «Миллениум» Орацио Мария Гнерре,
член итальянского движения «Патриотический социализм» Антонио Грего отметил особую значимость мероприятия в «объединении народов, которые борются за свою независимость», заявив, что «наше движение представляет интересы всего итальянского народа, и, хотя мы не поддерживаем сепаратистов всех стран, мы выступаем за независимость народов Донбасса».
Также выступали и присутствовали на съезде эксперт организации «Гражданский контроль» и автор книги «Русские Шашки (Посторонись, Бжезинский)» Григорий Трофимчук, украинский журналист и автор «Хартии воссоединения народа России, Украины и Белоруссии» Валентин Халецкий, член итальянского движения «Патриотический социализм» Джакомо Матакотта, член координационного совета Союза политэмигрантов Украины Леонид Ильдеркин, член Бюро и советник председателя партии «Родина» Алексей Рылеев, представители Евразийского Движения «Молодая Евразия» Нина Лупачева и активист православного движения «Сорок Сороков» Игорь Ильин.
По итогам съезда был принят в защиту прав народов на самоопределение, оформленный как проект резолюции Генеральной ассамблеи ООН. Итоговая конференция съезда прошла 21 сентября в гостинице «Измайлово».

## Реакция
В прессе был назван «съездом сепаратистов». Как отметил эксперт Института евроатлантического сотрудничества Антон Шеховцов, объединяющей чертой всех гостей съезда от левых ирландских националистов до латиноамериканских антиглобалистов стал антиамериканизм. При этом, большая часть из них небольшие группы активистов, не имеющие политического веса в своей стране. Лондонский историк и публицист Кирилл Кобрин сказал, что список участников съезда «безусловно составлен случайно — с помощью „Википедии“, или в Google набрали слово „сепаратисты“ на разных языках и поставили их имена в пресс-релиз. Это абсолютно разные организации, большинство из них крайние маргиналы и никто их не знает» и «есть ощущение, что весь этот съезд — это какое-то постановочно-цирковое мероприятие для того, что называется „освоением бюджета“. Никто всерьез не воспринимает ни приехавших в Москву, если таковые есть, ни людей их там собравших, но заработают и развлекутся они неплохо»